# Camilo Cienfuegos

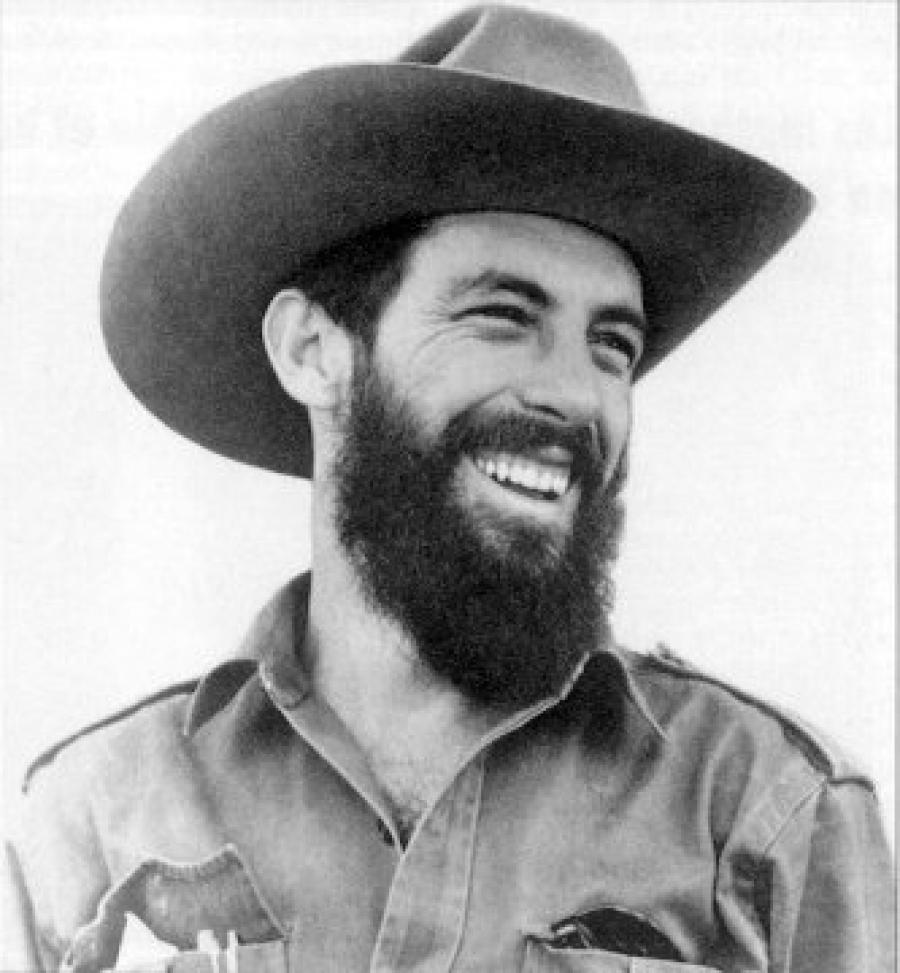
Camilo Cienfuegos 1959

Camilo Cienfuegos Gorriarán (* 6. Februar 1932 in Havanna, Kuba; † 28. Oktober 1959 wahrscheinlich bei einem Flugzeugabsturz über dem Ozean zwischen Camagüey und Havanna, Kuba) war kubanischer Revolutionär. Camilo Cienfuegos war neben Ernesto „Che“ Guevara, Fidel und Raúl Castro einer der führenden Revolutionäre und Guerillaführer der „Bewegung des 26. Juli“ bzw. der Rebellenarmee gegen das Batista-Regime.

## Leben

### Kindheit und Jugend
Cienfuegos kam als zweiter von drei Söhnen der spanischen Einwanderer José Ramón Cienfuegos Flores, aus Asturien und Emilia Gorriarán Zaballa, aus Kantabrien, im Stadtteil Lawton der kubanischen Hauptstadt Havanna in einfachen Verhältnissen zur Welt. Kurz darauf lebte die Familie für mehrere Jahre im Stadtteil San Francisco de Paula und kehrte anschließend nach Lawton zurück. Cienfuegos besuchte die Schule bis zum achten Schuljahr, bevor er sich 1949 zunächst in der Kunstschule Academia Nacional de Bellas Artes San Alejandro einschrieb, aufgrund der verschlechterten finanziellen Situation der Familie jedoch statt des Schulbesuchs als Hilfskraft in einer Schneiderei zu arbeiten begann. Im Mai 1953 reiste er mit einem Touristenvisum in die Vereinigten Staaten, wo er illegal als Näher in New York arbeitete, bis er im Juni 1955 nach Kuba abgeschoben wurde. Im Dezember 1955 nahm Cienfuegos in Havanna an einer Studentendemonstration zu Ehren des kubanischen Volkshelden Antonio Maceo und gegen die diktatorische Regierung Fulgencio Batistas teil. Im Laufe der Demonstration kam es zu Auseinandersetzungen mit der Polizei; dabei wurde Cienfuegos von einer Kugel in den Fuß getroffen. Er beschreibt seine anschließende emotionale Erfahrung im Krankenhaus als die wichtigste seines Lebens. Am Eingang des Krankenhauses empfingen ihn Hunderte begeisterter Menschen. Unter Tränen und Applaus wurde er hochgetragen. Später sagte er, dass er seit diesem Erlebnis davon überzeugt war, dass Kuba unter allen Umständen befreit werden müsse. Im Umfeld einer weiteren Protestdemonstration zu Ehren des Nationalhelden José Martí wurde Cienfuegos Ende Januar 1956 verhaftet und beim BRAC (Buró para Represión de las Actividades Comunista, deutsch: Büro für die Unterdrückung kommunistischer Aktivitäten), der für ihre Repressionsmaßnahmen berüchtigten antikommunistischen Sondereinheit der Polizei, als Aufrührer registriert. Nach Eheschließung mit der aus Guatemala stammenden Krankenschwester Isabel Blandón, die er bei seinem ersten USA-Aufenthalt kennengelernt hatte und die die US-amerikanische Staatsangehörigkeit besaß, kehrte er im März 1956 mit einer regulären Aufenthaltserlaubnis in die USA zurück. Nachdem die Beziehung im September 1956 zerbrochen war, entschied sich Cienfuegos, nach Mexiko zu gehen, wo er sich den Mitgliedern der Bewegung des 26. Juli anschloss.

### Kubanische Revolution
Nach kurzer Vorbereitungszeit in Mexiko gehörte Camilo Cienfuegos zur 82-köpfigen Invasionstruppe, die im Dezember 1956 mit der Yacht „Granma“ in Kuba landete. Innerhalb der in den Bergen der Sierra Maestra kämpfenden Truppe bewährte er sich als fähiger Kämpfer und stellte seine Eignung als Anführer unter Beweis. Am 16. April 1958 wurde er in den Rang eines Comandante erhoben. Als solcher führte er schließlich die 700-köpfige dritte Kolonne der Rebellenarmee an. Er lieferte sich dabei mehrere Gefechte mit Batista-Truppen in der Provinz Las Villas, von denen die Schlacht von Yaguajay im Dezember 1958 als eine der entscheidenden des Bürgerkriegs gilt. Nach hartem Kampf und 20 Tagen Belagerung musste der Kommandant der Garnison von Yaguajay aufgeben. Das Gefecht brachte Cienfuegos den Beinamen Held von Yaguajay ein.
Während Cienfuegos in die Provinz Camagüey vordrang, erkämpfte sich Che Guevara die Stadt Santa Clara. Mittels eines kleinen Funkgeräts und einiger Kuriere hielt Cienfuegos dabei den Kontakt mit Che aufrecht. Cienfuegos' Leute drangen ebenfalls in die Provinz Las Villas ein, nachdem sie in zahlreiche Gefechte mit den weit überlegenen Gegnern verwickelt worden waren. Sie belagerten die Kaserne von Yaguajay und nahmen diese nach erbitterten Kämpfen ein. Die anschließende Teilung der Insel war der Grundstein für das weitere Vorgehen. Nach zweijährigem Guerillakampf gegen die zahlenmäßig weit überlegene und von den USA unterstützte Batista-Armee in den Bergen der Sierra Maestra war damit auch der Durchbruch in der Ebene geschafft und der Weg in die Hauptstadt Havanna frei. Am 1. Januar 1959 flüchtete Diktator Batista aus Kuba. Unter dem Oberbefehl von Comandante Che Guevara rückten die beiden Gruppen auf Havanna vor.
Cienfuegos führte am 2. Januar 1959 die ersten Kolonnen der Rebellenarmee in die Hauptstadt. Dabei entwaffnete er mit seinen 500 Guerillakämpfern die über 10.000 Soldaten im Hauptquartier Batistas in Havanna, die jede Kampfmoral verloren hatten.

### Nach der Revolution
Nach dem Sieg war er im Oberkommando der Armee tätig und kämpfte gegen Konterrevolutionäre; außerdem war er maßgeblich an der Agrarreform beteiligt. Auf den Aufbau des neuen politischen Systems konnte Camilo Cienfuegos nur noch wenig einwirken. Seine Haltung zum Aufbau eines puristischen marxistisch-leninistisch geprägten Systems ist umstritten.
Sein Bruder Osmany ist ebenfalls Politiker und hat zeitweise in mehreren höheren Ämtern von Staat und Partei im sozialistischen Kuba mitgewirkt.

### Tod

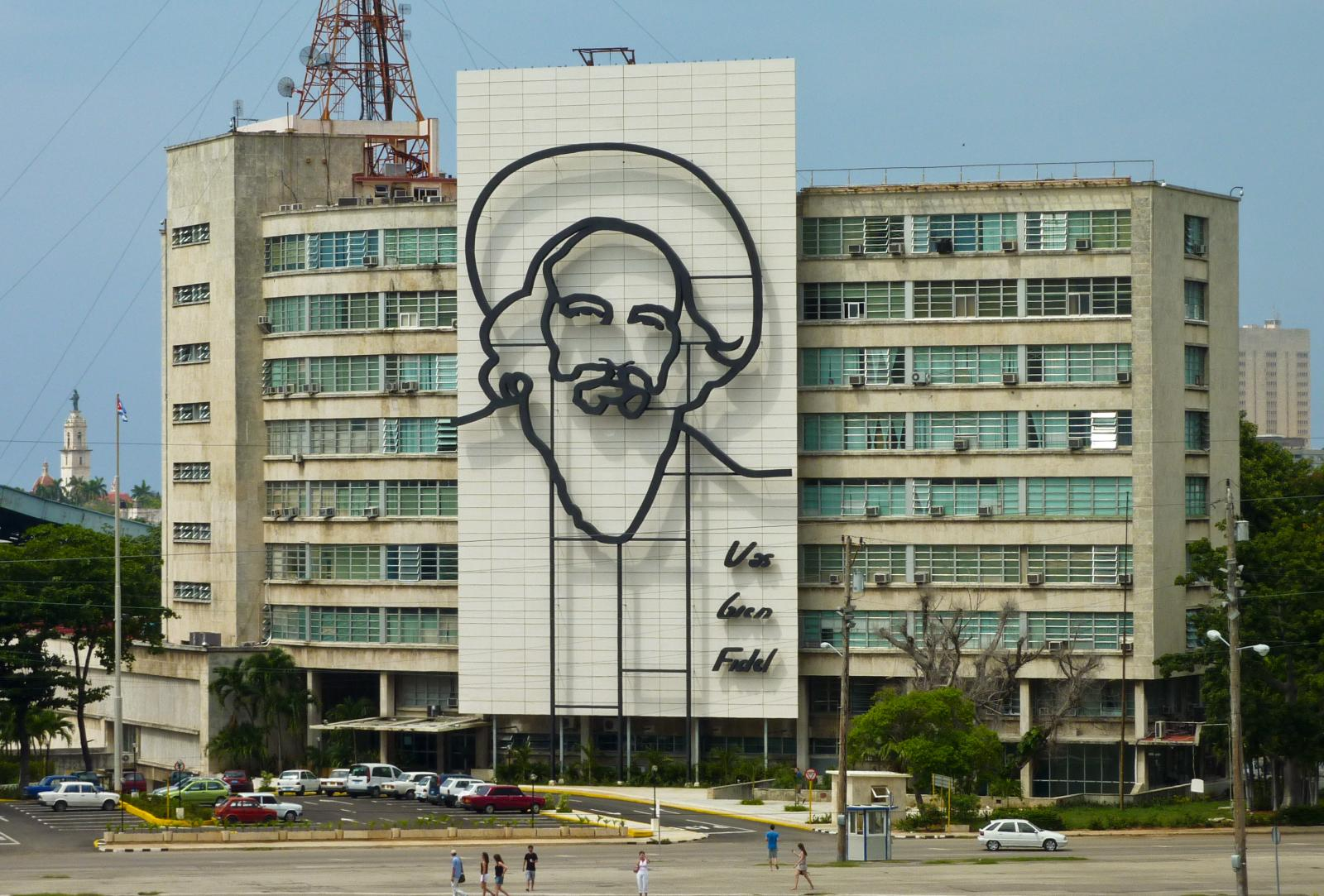
Darstellung Cienfuegos', Fassade des Informationsministeriums, Havanna

Am 28. Oktober 1959, also weniger als ein Jahr nach der Machtübernahme, kam Cienfuegos bei einem Flugunfall auf dem Weg von Camagüey nach Havanna ums Leben. Seine Maschine, eine Cessna, wurde trotz rasch eingeleiteter Rettungsaktion nie gefunden.
Es gibt verschiedene Mutmaßungen über die Geschehnisse dieses Tages. Fakt ist, dass Camilo Cienfuegos eine Woche zuvor den Auftrag Fidel Castros, seinen Freund Huber Matos zu verhaften, ausgeführt hatte. Dieser war gerade aus Protest gegen den Kurs Castros vom Amt des Militärbefehlshabers der Provinz Camagüey zurückgetreten. Kurz zuvor hatte Cienfuegos angeblich eine Aussprache mit Castro, in der er diesem vorwarf, das Prestige der Revolution und der Revolutionäre zu missbrauchen, um eine persönliche Diktatur zu errichten. Bis heute gehen die Kritiker Castros und der kubanischen Regierung davon aus, dass Castro Cienfuegos ermorden ließ. Als plausibles Motiv hierfür kann die Popularität des Kampfgefährten gesehen werden, mit der er im Falle eines offen ausgetragenen Streits über den kommunistischen Kurs der Revolutionsregierung große Teile der Bevölkerung und der Rebellenarmee gegen Fidel Castro hätte mobilisieren können. Im Herbst 1959 hatten prominente Revolutionskämpfer die bewaffnete Auseinandersetzung, diesmal gegen Castro, bereits wieder aufgenommen. Diese These wurde u. a. von Huber Matos selbst vertreten. Camilo Cienfuegos' Position in der Hierarchie der Revolutionsführung war zwei Wochen zuvor von Fidel herabgesetzt worden, indem er seinen Bruder Raúl Castro, neben Ernesto Guevara prominentester Vertreter der kommunistischen Kräfte, zum Verteidigungsminister und damit Vorgesetzten des Generalstabschefs beförderte. Ob Cienfuegos jedoch vorhatte, die Bevölkerung bzw. die Rebellenarmee gegen Castro zu mobilisieren, ist nicht bekannt, dagegen spricht seine letzte Rede am 26. Oktober 1959 vor dem Präsidentenpalast in Havanna, in der er der Revolutionsregierung und auch Fidel Castro persönlich seine volle Unterstützung zusicherte.
Hauptmann Roberto de Cárdenas, ebenfalls ein Freund Cienfuegos' aus Widerstandszeiten und als damaliger Kommandeur des Flughafens und der Luftwaffenbasis Camagüey in die Suchaktion eingebunden, bezweifelte in seinem 1961 in Argentinien veröffentlichten Bericht, dass sich der vormalige Rebellenführer am vermeintlichen Abflugtag überhaupt in Camagüey aufgehalten hatte und seine Maschine die für diesen Tag offiziell angegebene Route (von Havanna über Camagüey nach Santiago und zurück) geflogen war. Er berichtet stattdessen von Schüssen im Präsidentenpalast am Vorabend. Nach anderen Berichten wurde die Cessna von der kubanischen Luftwaffe abgeschossen. Mehrere Vertraute des Stabschefs sowie Zeugen und Beteiligte einer Aufklärungskommission starben innerhalb kurzer Zeit unnatürlicher Tode: so wurde z. B. sein persönlicher Adjutant Hauptmann Cristino Naranjo zwei Wochen später beim Betreten des Militärhauptquartiers in Havanna erschossen. Täter soll der Leutnant Manuel Beatón gewesen sein, der seinerseits wenige Monate später als Aufständischer in der Sierra Maestra gefasst wurde und anschließend vor seiner Hinrichtung in Haft angab, die Brüder Castro, Guevara und weitere hohe Angehörige der Revolutionstruppen, Félix Torres und Jorge Enrique Mendoza, seien direkt für den Tod des Kampfgefährten verantwortlich. Der mit dem Strafverfahren gegen Beatón befasste Leutnant Agustín Onidio Rumbaut dokumentierte diese Aussagen in einem vertraulichen Bericht und starb kurz darauf bei einem Jagdunfall. Ein diensthabender Luftwaffenmechaniker hatte berichtet, dass ein Jagdflugzeug (vom Typ Hawker Sea Fury) ohne Munitionierung, d. h. die Geschosse wurden verfeuert, von seiner Patrouille zurückgekehrt war. Er starb bei einem Verkehrsunfall in Havanna vier Tage nach dem Verschwinden Cienfuegos'.
Die regierungsoffizielle Version des Geschehens geht von einem Unfall aus. Fidel Castro selbst verwies darauf, dass Huber Matos ein Mord nicht bewiesen werden konnte, weshalb dieser lediglich für seine (von Matos energisch bestrittene) Erhebung gegen Havanna bestraft wurde.

## Gedenken
Obwohl Cienfuegos weltweit nicht so bekannt ist wie die anderen kubanischen Revolutionsführer, nimmt er in der offiziellen Ikonografie Kubas eine hohe Stelle ein. Sein Todestag ist ein jährlich landesweit begangener, staatlicher Gedenktag, an dem die kubanischen Schulkinder angehalten werden, eine Blume begleitet von dem Spruch „Una flor para Camilo“ (eine Blume für Camilo) in die Karibische See zu werfen. Sein Porträt ist außerdem auf der 20-CUP-Banknote, sein Monument auf der 20-CUC-Banknote, abgebildet. Cienfuegos wird in Kuba und von den kubanischen Staatsmedien auch immer wieder zitiert, besonders zu offiziellen Anlässen. Einer seiner bekanntesten Aussprüche, der sich auf Postkarten, Gemälden und auch immer wieder in Zeitungsartikeln wiederfindet, lautet: „¿Contra Fidel? ¡Ni en la pelota!“ („Gegen Fidel? Noch nicht einmal beim Baseball!“).
Der kubanische Liedermacher Carlos Puebla widmete Cienfuegos sein Lied „Canto a Camilo“.